# تايرون برونسون
تايرون برونسون (بالإنجليزية: Tyrone Brunson)‏ مواليد 29 يناير 1985 في فيلادلفيا، الولايات المتحدة، هو ملاكم أمريكي يصنف ضمن فئة الوزن المتوسط.

## إحصائيات
خاض خلال مسيرته 25 نزالا، فاز في 22 وتعادل في 1 وخسر في 6. فاز بالضربة القاضية في 21 نزالا.

## وصلات خارجية
- تايرون برونسون على موقع بوكس ريك (الإنجليزية) (registration required)

- الموقع الرسمي
- سجل الملاكمة لـ Tyrone Brunson من بوكس ريك